# Mildé

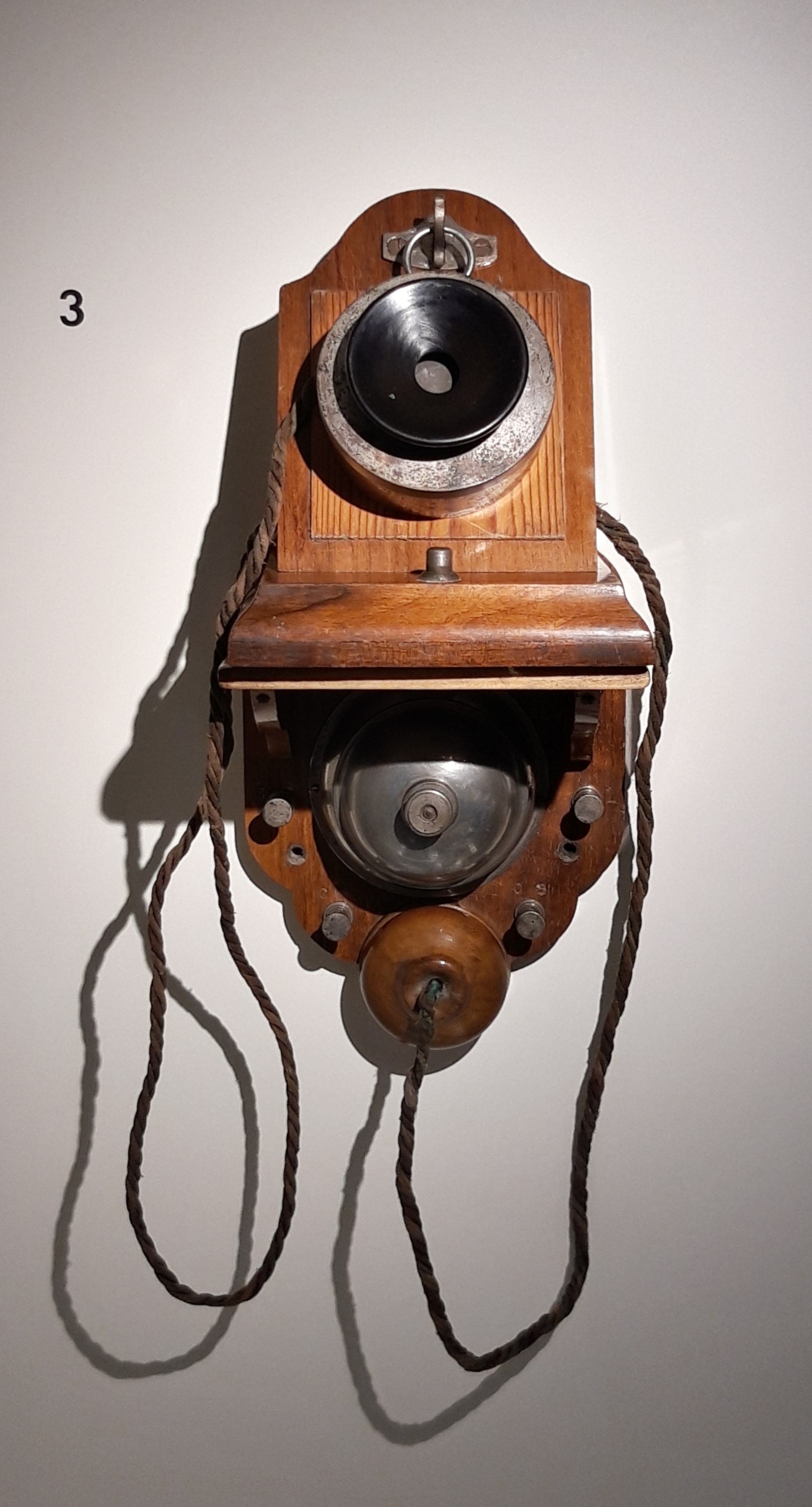
Téléphone Mildé de 1892 - Séminaire royal de Bergara.

Le Mildé était une invention correspondant au téléphone, créé en 1892 par Charles Mildé, entrepreneur spécialisé dans les appareils et véhicules électriques.     